# サッカーウズベキスタン代表
サッカーウズベキスタン代表（サッカーウズベキスタンだいひょう、ウズベク語:Oʻzbekiston milliy futbol terma jamoasi）は、ウズベキスタンサッカー協会（UFA）によって構成される、ウズベキスタンのサッカーのナショナルチームである。

## 概要
FIFAワールドカップ本大会出場歴は無い。予選には1998年フランス大会から参加しており、2018年ロシア大会予選まで6大会連続で最終予選まで進出した。2026年北中米大会に初出場する予定。
AFCアジアカップでは継続的に好成績を残しており、2004年中国大会から6大会連続で決勝トーナメント進出を果たしている。最高成績は2011年カタール大会で残した4位。
韓国に対して極めて相性が悪く、2024年10月時点で1勝4分11敗と大きく負け越している。唯一の白星は初対戦の1994年アジア競技大会の準決勝（1-0）である。

## 歴史

### 1990年代 - 2000年代

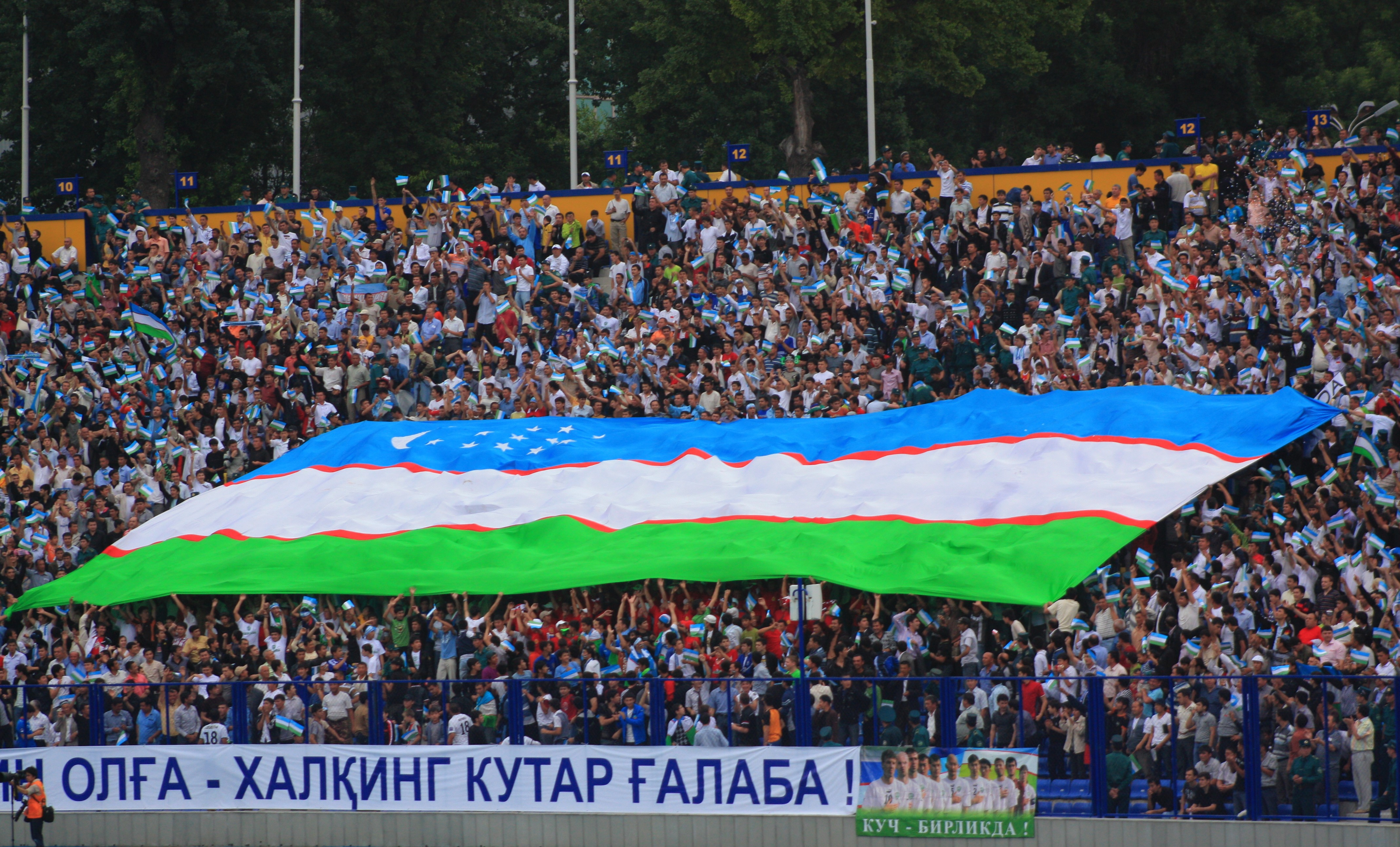
ウズベキスタンのサポーター（2010 FIFAワールドカップ・アジア予選の日本戦）

ソビエト連邦が欧州サッカー連盟（UEFA）だった関係で中央アジア諸国は独立後、欧州サッカー連盟（UEFA）かアジアサッカー連盟（AFC）か選択できたが、1994年にAFCに加入した。
初めて参加した国際大会である1994年・広島アジア大会で優勝し、一躍アジアサッカーの雄に名乗りを上げた。その後出場した1996年アジアカップ、2000年アジアカップでは2大会連続で1次リーグ敗退に終わっている。
2004年度・2007年度には連続してアジアカップ決勝トーナメント（ベスト8）に進出した。

#### AFCアジアカップ2004
中国で開催されたAFCアジアカップ2004では、イラク、前回大会準優勝のサウジアラビア、初出場トルクメニスタン相手に3連勝して、初めて決勝トーナメントに進出。準々決勝ではバーレーンと120分間で2-2と決着がつかず突入したPK戦の末に敗れてベスト8となった。

#### 2006年W杯ドイツ大会
2006 FIFAワールドカップ・アジア予選最終予選ではグループA3位となり、バーレーンとのアジア5位決定戦（3次予選）に回った。ホーム・アンド・アウェー第1戦（タシュケント）、ウズベキスタン1点リードの前半39分に、主審の吉田寿光がウズベキスタンにPKを与えた。セルヴェル・ジェパロフがこれを決めたが、ウズベキスタンの選手がペナルティエリア内に入ったとしてノーゴールとなった。本来ならPKのやり直しとなるが、吉田主審はバーレーンにフリーキックを与えた。試合はそのまま1-0でウズベキスタンが勝利したが、試合後PKのルール適用ミスを指摘したウズベキスタン協会側から「3-0でウズベキスタンの勝利とするべきだ」と提訴がされた。提訴の結果、3-0となるどころかウズベキスタンが勝利したにも関わらず再試合となり、再試合の結果は1-1の引き分け。アウェーでの2戦目は0-0で、2戦合計1-1で並ぶもアウェーゴール・ルールにより敗退となった。
2010年W杯南アフリカ大会・アジア予選でも最終予選に進んだが、グループリーグ最下位で敗退となった。

### 2010年代

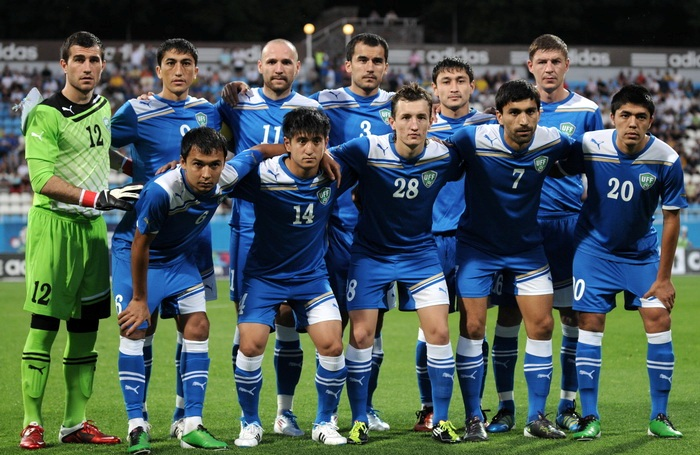
親善試合のウクライナ戦に臨むウズベキスタン代表 (2011年)

AFCアジアカップ2011ではグループリーグを首位で通過し、最終的には過去最高位となる4位となった。2014年W杯ブラジル大会・アジア3次予選ではAFCアジアカップ2011王者の日本をアウェーで下し、グループ首位で4次予選へ進出した。4次予選では韓国に勝ち点で並ぶもわずかに得失点差1で及ばずA組3位の成績で、B組3位のヨルダンとアジア第5代表を争う5次予選に出場。第1戦、第2戦ともに1-1で延長戦でも決着がつかずPK戦となったが、その末に敗れワールドカップ出場はならなかった。AFCアジアカップ2015ではグループリーグを2位で突破したが、準々決勝で延長戦の末韓国に敗れベスト8となった。
2018年W杯ロシア大会・アジア予選では3次予選まで進出し、序盤は自動出場権獲得の2位につけるなど善戦していたが、アウェーでシリアや中国に敗れるなどで第9節終了時点で出場圏外の4位に転落。最終節はホームで韓国を破ればW杯初出場へ大きく前進するところだったが、後半は防戦一方となるなど精彩を欠き最終的に0-0のスコアレスドロー。同時刻に行われていたイランとシリアの試合が2-2の引き分けで終わったため、結果勝ち点で並んだシリアに得失点差で及ばずグループA4位でプレーオフにすら進めず予選敗退となった。
AFCアジアカップ2019ではグループを2位で突破し、ラウンド16で過去これまで3回対戦し3敗しているオーストラリアと対戦し、0-0で延長でも決着がつかずPK戦にもつれこんだが、これに2-4で敗れベスト16で敗退した。

### 2020年代
2022年W杯カタール大会・アジア予選では、1次予選を免除され2次予選から参加。サウジアラビア、パレスチナ、シンガポール、イエメンと同組となった。しかし、サウジアラビアに2敗、パレスチナとは1勝1敗に終わるなど5勝3敗・グループ2位という成績で2次予選を終了。首位に加えて最終予選進出となる各組2位の成績上位5チームに入れなかった。W杯の予選においてウズベキスタンが最終予選に進めずに敗退が決定するのはこの大会が初であった。
AFCアジアカップ2023・3次予選では格の違いを見せつけ3戦全勝で出場権を獲得した。カタール開催の本大会では、グループリーグ・B組の初戦でシリアとスコアレスで引き分け、インドには3-0で快勝した。1勝1分で迎えたオーストラリアとの最終戦はPKで先制点を許すも試合終盤に追いついて引き分けに持ち込み、B組2位で6大会連続決勝トーナメント進出を決めた。決勝トーナメントではタイを2-1で下すも、準々決勝で後に優勝を決める開催国カタールにPK戦の末敗れ、2011年カタール大会以来のベスト4進出は果たせなかった。

#### W杯初出場
2026年北中米W杯のアジア予選では最終予選に進出。その最終予選ではイランやカタール等の強豪が同居するグループAに振り分けられたが、着実に勝ち点を積み上げた。2025年6月6日の第9節でアラブ首長国連邦と引き分け、初参戦から約30年にしてW杯初出場の切符を掴んだ。

## ホームスタジアム
ウズベキスタン代表は2つのスタジアムを本拠地としている。
- ブニョドコル・スタジアム（タシュケント）収容人数：34,000人
- パフタコール・マルカジイ・スタジアム（タシュケント）収容人数：35,000人

## 成績

### FIFAワールドカップ
- 1998 - 予選敗退
- 2002 - 予選敗退
- 2006 - 予選敗退
- 2010 - 予選敗退
- 2014 - 予選敗退
- 2018 - 予選敗退
- 2022 - 予選敗退
- 2026 - 本大会出場権獲得

### AFCアジアカップ
| 開催年 | 結果               | 試合 | 勝利 | 引分 | 敗戦 | 得点 | 失点 |
| ------ | ------------------ | ---- | ---- | ---- | ---- | ---- | ---- |
| 1996   | グループリーグ敗退 | 3    | 1    | 0    | 2    | 3    | 6    |
| 2000   | グループリーグ敗退 | 3    | 0    | 1    | 2    | 2    | 14   |
| 2004   | ベスト8            | 4    | 3    | 0    | 1    | 5    | 2    |
| 2007   | ベスト8            | 4    | 2    | 0    | 2    | 10   | 4    |
| 2011   | 4位                | 6    | 3    | 1    | 2    | 10   | 13   |
| 2015   | ベスト8            | 4    | 2    | 0    | 2    | 5    | 5    |
| 2019   | ベスト16           | 4    | 2    | 1    | 1    | 7    | 3    |
| 2023   | ベスト8            | 5    | 2    | 3    | 0    | 7    | 3    |
| 合計   | 8/18               | 33   | 15   | 6    | 12   | 49   | 50   |

## 歴代監督
| 名前                                 | 国籍               | 年                   |
| ------------------------------------ | ------------------ | -------------------- |
| ルスタム・アクラモフ                 | ウズベキスタンの旗 | 1992.6-1994.10       |
| アレクサンドル・イヴァンコフ         | ウズベキスタンの旗 | 1995.7-1995.11       |
| バハディール・イブラギモフ           | ウズベキスタンの旗 | 1996                 |
| ルスタム・ミルサディコフ             | ウズベキスタンの旗 | 1996.5-1997.10       |
| ウビラジャラ・ヴェイガ・ダ・シルヴァ | ブラジルの旗       | 1997.10-1998.12      |
| マフムード・ラヒモフ                 | ウズベキスタンの旗 | 1999.7-2000.2        |
| ヴィクトル・ボリソフ                 | ロシアの旗         | 2000.2               |
| パーヴェル・サディリン               | ロシアの旗         | 2000.4-2000.5        |
| ユーリイ・サルキシャン               | ウズベキスタンの旗 | 2000.7-2004.2        |
| ヴラジーミル・サルコフ               | ロシアの旗         | 2000.12-2001.10      |
| ラフシャン・ハイダロフ               | ウズベキスタンの旗 | 2002.1-2004.11, 2005 |
| レオニード・オストロウシュコ         | カザフスタンの旗   | 2004.2-2004.4        |
| ハンス・ユルゲン・ゲーデ             | ドイツの旗         | 2004.2-2000.10       |
| ボブ・ホートン                       | イングランドの旗   | 2005.6-2005.12       |
| ヴァレリー・ニポムニシ               | ロシアの旗         | 2006.1-2006.12       |
| ラウフ・イニレーエフ                 | ウズベキスタンの旗 | 2007.1-2008.9        |
| ミルジャラル・カシモフ               | ウズベキスタンの旗 | 2008.9-2010.4        |
| ヴァディム・アブラモフ               | ウズベキスタンの旗 | 2010.4-2012.6.4      |
| ミルジャラル・カシモフ               | ウズベキスタンの旗 | 2012.6.4-2015.6.24   |
| サムヴェル・ババヤン                 | ウズベキスタンの旗 | 2015.6.24-2017.9.11  |
| ルズィクル・ベルディエフ             | ウズベキスタンの旗 | 2017.10.17-2017.12   |
| ティムル・カパーゼ                   | ウズベキスタンの旗 | 2018.2-2018.6        |
| エクトル・クーペル                   | アルゼンチンの旗   | 2018.10-2019.9       |
| ヴァディム・アブラモフ               | ウズベキスタンの旗 | 2019.9-2021.6        |
| スレチコ・カタネッツ                 | スロベニアの旗     | 2021.8-2025.1        |
| ティムル・カパーゼ                   | ウズベキスタンの旗 | 2025.1-              |

## 歴代選手

### GK
- イグナティ・ネステロフ 2002-2019

### DF
- オレグ・パシニン 2001-2005
- アンズル・イスマイロフ 2007-
- エゴール・クリメツ 2013-
- サンジャール・トゥルスノフ 2010-
- ドストンベック・トゥルスノフ 2018-
- アブドゥコディル・フサノフ 2023-

### MF
- ミルジャラル・カシモフ 1992-2005
- ティムル・カパーゼ 2002-2015
- セルヴェル・ジェパロフ 2002-2017
- オディル・アフメドフ 2007-2021
- ファズィル・ムサエフ 2009-
- オタベク・シュクロフ 2016-
- ドストンベク・ハムダモフ 2016-
- アボスベク・ファイズラエフ 2023-

### FW
- イーゴリ・シュクヴィリン 1992–2000
- マクシム・シャツキフ 1999-2014
- アレクサンドル・ゲインリフ 2002-2017
- マラト・ビクマエフ 2004-
- サルドル・ラシドフ 2013-
- エルドル・ショムロドフ 2015-

## 歴代記録

### 出場数ランキング
2023年6月20日時点
| 順位 | 名前                       | 出場 | 得点 | 期間      |
| ---- | -------------------------- | ---- | ---- | --------- |
| 1    | セルヴェル・ジェパロフ     | 128  | 25   | 2002-2017 |
| 2    | ティムル・カパーゼ         | 119  | 10   | 2002-2015 |
| 3    | オディル・アフメドフ       | 108  | 21   | 2007-2021 |
| 4    | イグナティ・ネステロフ     | 105  | 0    | 2002-2019 |
| 5    | アンズル・イスマイロフ     | 102  | 3    | 2007-2019 |
| 6    | アレクサンドル・ゲインリフ | 97   | 31   | 2002-2017 |
| 7    | アジズベク・ハイダロフ     | 85   | 1    | 2007-2018 |
| 8    | イスロム・トフタホジャエフ | 73   | 2    | 2009-2021 |
| 9    | ヴィタリー・デニソフ       | 72   | 1    | 2006-2018 |
| 10   | ミルジャラル・カシモフ     | 67   | 31   | 1992-2005 |

### 得点数ランキング

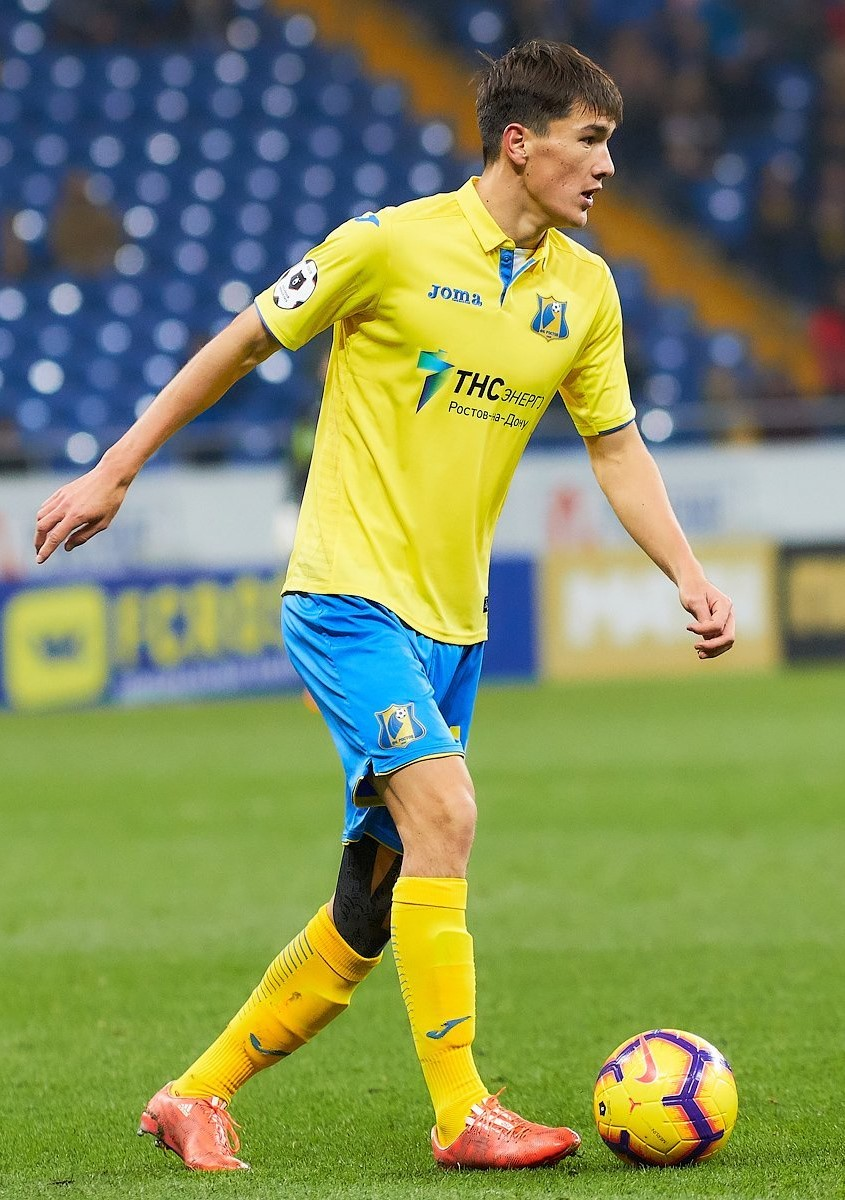
最多得点者であるエルドル・ショムロドフ

2023年6月20日時点
| 順位 | 名前                       | 得点 | 出場 | 期間      |
| ---- | -------------------------- | ---- | ---- | --------- |
| 1    | エルドル・ショムロドフ     | 37   | 66   | 2015-     |
| 2    | マクシム・シャツキフ       | 34   | 61   | 1999-2014 |
| 3    | ミルジャラル・カシモフ     | 31   | 67   | 1992-2005 |
| 3    | アレクサンドル・ゲインリフ | 31   | 97   | 2002-2017 |
| 5    | セルヴェル・ジェパロフ     | 25   | 128  | 2002-2017 |
| 6    | オディル・アフメドフ       | 21   | 108  | 2007-2021 |
| 7    | イーゴリ・シュクヴィリン   | 20   | 31   | 1992-2000 |
| 8    | イゴール・セルゲーエフ     | 17   | 66   | 2013-     |
| 9    | ジャファル・イリスメトフ   | 15   | 36   | 1997-2007 |
| 10   | ウルグベク・バカイェフ     | 14   | 52   | 2001-2014 |